# Ea Hu
Ea Hu là một xã cũ thuộc tỉnh Đắk Lắk, Việt Nam.

## Địa lý
Xã Ea Hu có vị trí địa lý:
- Phía đông giáp huyện Krông Bông
- Phía tây giáp xã Ea Ning
- Phía nam giáp xã Ea Bhôk
- Phía bắc giáp xã Cư Êwi.

## Lịch sử
Dưới thời Việt Nam Cộng hòa, xã Lak Ma Uăn, thuộc Quận Lắk, sau nhập vào Quận Phước An, Tỉnh Đắk Lắk.
Sau năm 1975, Quận Phước An đổi thành Huyện Krông Pắk, gồm 2 Thị Trấn và 26 Xã trong đó có Xã Ea Bhôk.
Dân cư ở xã phần lớn là người xứ Huế họ là những người đặt chân đến đây sớm nhất. Cơ sở hạ tầng cơ bản, cư dân ở những vùng khác cũng di cư đến nhiều hơn. Đồng bào như Êđê, M'nông, dân tộc miền núi phía bắc sống ở phía Đông Bắc của Xã.
Xã Ea Hu được thành lập ngày 17 tháng 5 năm 1986 trên cơ sở được tách ra từ xã Ea Bhốk (Huyện Krông Ana sau này tách ra thành Huyện Cư Kuin) theo Nghị định của Hội đồng Bộ trưởng (nay là Chính phủ) với diện tích tự nhiên 4.100 ha, dân số 2.949 khẩu, phân bổ thành hai điểm dân cư là Ea Hu 1 và Ea Hu 2, người dân ở đây vừa trồng cà phê, tiêu, điều, cây công nghiệp và đặc biệt lúa nước với các cánh đồng trù phú như cánh đồng Nàng Tiên, cánh đồng Thái Bình và cánh đồng 24 gắn liền với con đập 24 cùng chiếc cầu Duyên Anh đã cung cấp lượng nước dồi dào phục vụ cho việc sản xuất cây trồng được thuận lợi hơn...Sau tách xã có rất ít sự hiện diện của người dân tộc bản địa như Êđê, M'nông, chỉ có Dân tộc miền núi phía bắc một thôn gần Xã Ea Ning và Xã Cư Êwi.

## Hành chính

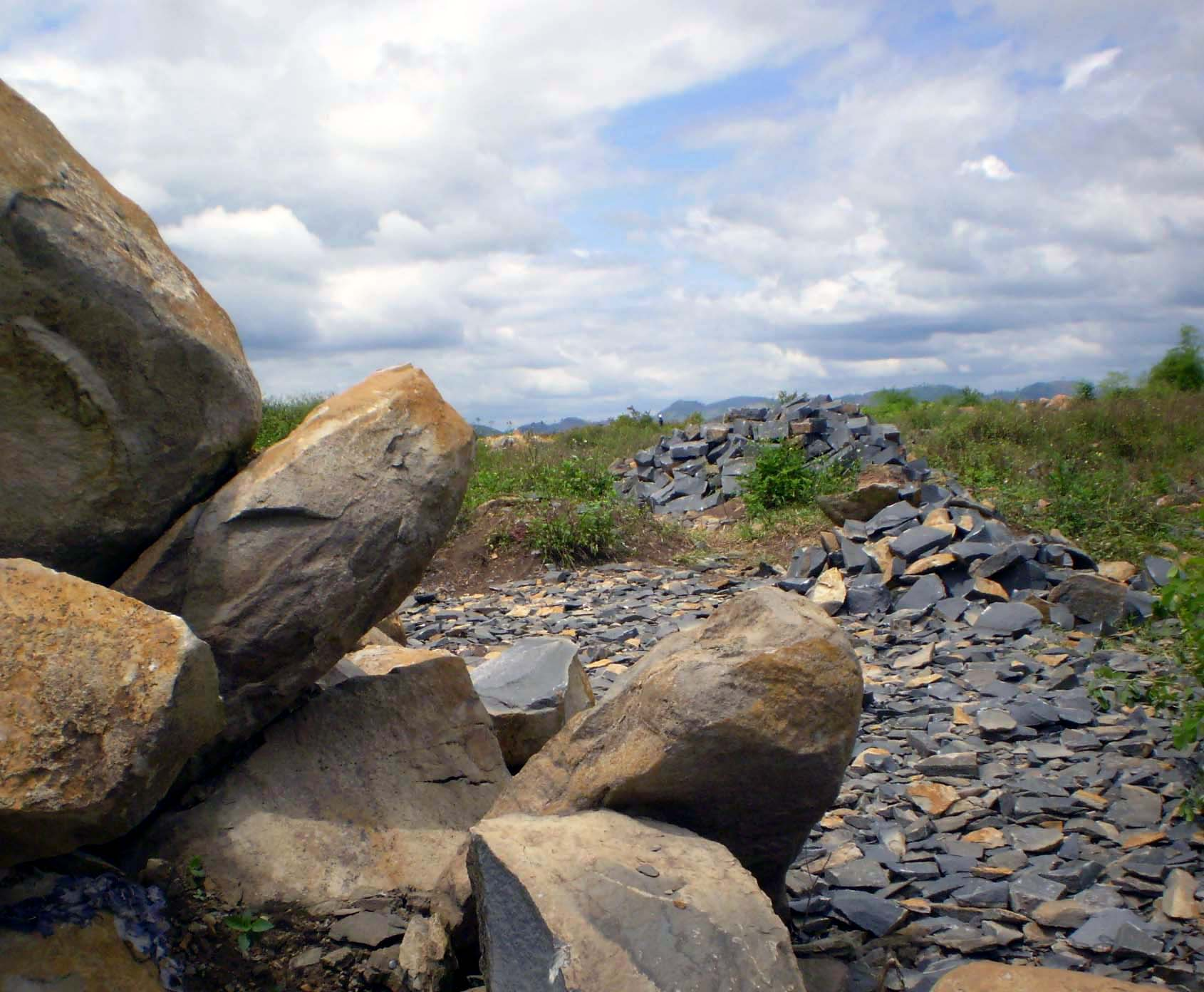
Mỏ đá của xã

Có 8 thôn, thành phần dân tộc có 07 dân tộc sinh sống trên địa bàn là: Kinh, Tày, Mường, Nùng, Sán Chay, Sán Dìu, Cao Lan.
- Trong 1.586 hộ của xã trong đó 473 hộ thuộc và diện nghèo. 403 hộ là kinh, 70 hộ là người đồng bào từ miền Bắc vào định cư. Tỉ lệ nghèo chiếm 25% số hộ.

## Kinh tế - xã hội
- Công nghiệp dần đinh hình, có một vài điểm khai thác đá xây dựng.
- Các năm gần đây, người dân làm giàu từ cây Cà phê, Hồ tiêu, Sầu riêng nổi lên rất nhiều, kinh tế Ea Hu dần lớn mạnh.
- Có bốn trường học, một trường cấp THCS, hai trường Tiểu học, một trường Mẫu giáo.

## Giao thông
Hệ thống giao thông vẫn đang được đầu tư nâng cấp.